# Phyllachora amyridicola
Phyllachora amyridicola är en svampart som beskrevs av Seaver 1928. Phyllachora amyridicola ingår i släktet Phyllachora och familjen Phyllachoraceae.   Inga underarter finns listade i Catalogue of Life.